# Fuzao
Fuzao (cinese: 浮躁; pinyin: Fúzào ) è un album Mandopop del 1996 della cantante C-pop Faye Wong.
Molti lo considerano lo sforzo più audace e artisticamente coerente della cantante fino ad oggi. Alcune tracce, incluso l'allegro ritornello "la cha bor" della title track, sono unicamente strumentali o utilizzano "suoni auto-creati".
Il brano eponimo è contenuto nel film del 1998 Restless.

## Nomi Inglesi
I nomi tradotti usati nelle fonti in lingua inglese sono Irrequieto, Esasperazione, Ansia e Impazienza. Il termine è stato ampiamente utilizzato in relazione all'ansia culturale del periodo.

## Composizione
Mentre si avvicinava alla fine del suo contratto discografico con Cinepoly, Wong si è presa dei seri rischi artistici con questo album altamente sperimentale. L'album contiene principalmente sue composizioni, con un'estetica ispirata ai Cocteau Twins, i quali hanno contribuito all'album con due brani originali, "Frattura" (分裂) e "Guastafeste" (掃興). Wong aveva precedentemente collaborato con i Cocteau Twins nell'album Random Thoughts del 1994, stabilendo con loro poi un rapporto di lavoro a distanza e prestando la propria voce per una versione speciale in duetto di "Serpentskirt", nell'uscita asiatica del loro album del 1996 Milk And Kisses. Questa collaborazione fu voluta perché la voce di Wong si fondeva bene con la tonalità da soprano di Elizabeth Fraser. Buddista, Wong inserisce nel suo album insegnamenti sui temi della caducità e del disimpegno. Questi temi possono essere trovati anche in alcuni dei suoi altri album.

## Accoglienza
Prestando meno attenzione alle richieste del mercato mainstream, le vendite dell'album furono inferiori rispetto a quelle dei precedenti lavori di Wong. Ciononostante fu accolto positivamente dalla critica ed è considerato lo sforzo più audace, e artisticamente coerente, dell'artista fino ad oggi.
Dopo l'uscita, Wong è diventata la seconda artista cinese (dopo Gong Li), e la prima cantante (cinese) a comparire sulla copertina della rivista Time, con il titolo "The Divas Of Pop" ("Le Dive Del Pop").

## Confezione
L'edizione di Hong Kong, incluso il pannello posteriore, mostra tre foto di Faye Wong nella posa delle tre scimmie sagge.
Nel 2008, Universal Music ha ripubblicato l'album in un ECO Pack cartaceo come parte della sua serie asiatica di "20th Century Masters".

## Tracce
1. Wúcháng" (无常), "Sporadico" o "Insolito" – 2:35
2. Fúzào" (浮躁), "Irrequieto" o "Ansia" – 2:58
3. Xiǎngxiàng" (想像), "Visualizza" o "Immagina" – 3:36
4. Fēnliè" (分裂), "Frattura" o "Dividi" – 4:00 (testo: Lin Xi – musica: composto da Cocteau Twins)
5. Bùān" (不安), "Inquieto" o "Instabile" (versione strumentale) – 2:10
6. Nǎr" (哪兒), "Dove" – 3:50
7. Duòluò" (堕落), "Decadenza" o "Degenerato" – 3:40
8. Sǎoxìng" (扫兴), "Guastafeste" o "Delusione" – 4:08 (testo: Wyman Wong – musica: composto da Cocteau Twins)
9. Mòrì" (末日), "Giorno del Giudizio" – 4:00
10. Yesanpo" (野三坡 Yěsānpō), letteralmente "Selvagge Tre Colline" – 3:52 – Basato sul Parco Nazionale di Yesanpo